# Yevguéniya Kosetskaya
Yevguéniya Andréyevna Kosetskaya –en ruso, Евгения Андреевна Косецкая– (Cheliábinsk, 16 de noviembre de 1994) es una deportista rusa que compite en bádminton, en las modalidades individual y dobles.
Ganó dos medallas en los Juegos Europeos, plata en Bakú 2015 y bronce en Minsk 2019, y una medalla de plata en el Campeonato Europeo de Bádminton de 2018.

## Palmarés internacional
| Juegos Europeos    | Juegos Europeos     | Juegos Europeos   | Juegos Europeos |
| Año                | Lugar               | Medalla           | Prueba          |
| ------------------ | ------------------- | ----------------- | --------------- |
| 2015               | Bakú (Azerbaiyán)   | Medalla de plata  | Dobles          |
| 2019               | Minsk (Bielorrusia) | Medalla de bronce | Individual      |
| Campeonato Europeo |                     |                   |                 |
| Año                | Lugar               | Medalla           | Prueba          |
| 2018               | Huelva (España)     | Medalla de plata  | Individual      |